# Stephanie Rose Bertram

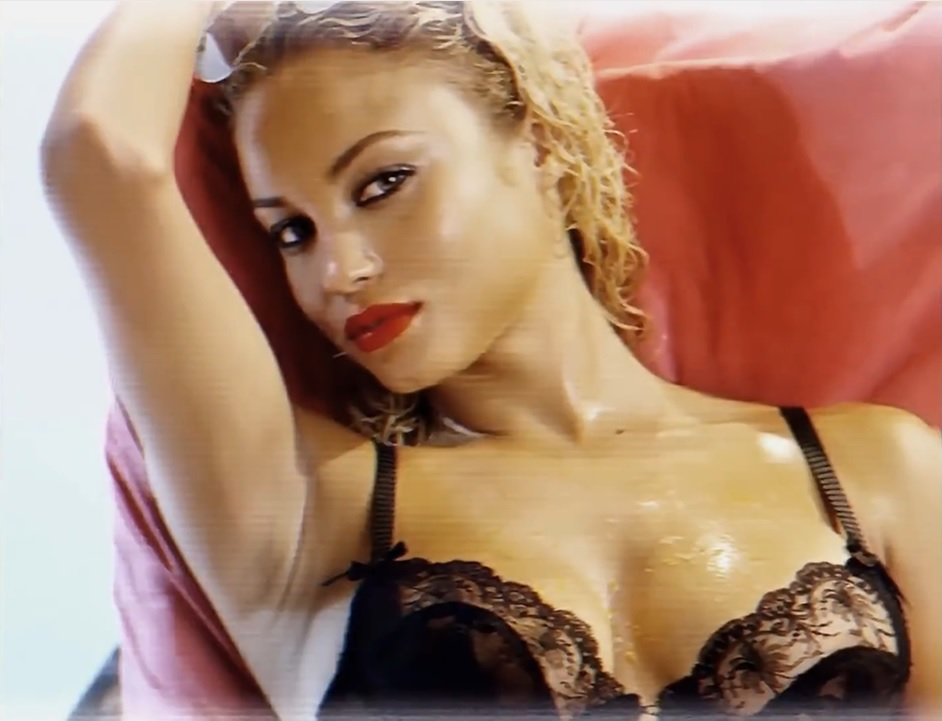
Stephanie Rose Bertram, 2016

Stephanie Rose Bertram (* 26. Oktober 1994 in Kortrijk, Belgien, auch bekannt als Rose Bertram) ist ein belgisches Model.

## Leben und Karriere

### Frühe Jahre
Bertram wurde in Kortrijk geboren; ihr Vater ist ein Belgier schottischer Abstammung, während ihre Mutter portugiesischer, angolanischer und senegalesischer Abstammung ist. Ihre Mutter nahm sie mit 13 Jahren bei einer Modelagentur unter Vertrag. Sie wuchs in Deinze in Flandern auf, dem niederländischsprachigen Teil Belgiens.

### Karriere als Model
Bertram wurde mit 16 Jahren von der Agentur Dominique gecastet und fiel bei einem Fotoshooting mit Juergen Teller für Jambox auf; Seitdem trat sie in Kampagnen für u. a. H&M, L’Oréal, Hunkemöller, Primark und Agent Provocateur auf. Mit 18 Jahren zog sie in die USA und unterschrieb bei Marilyn.
Sie war Gegenstand von Fotoartikeln in Oyster, fotografiert von Tyler, the Creator, und in Galore, und arbeitete als Model für mehrere Modehäuser. 2015 war sie das erste belgische Model, das in der Werbung für die Sports Illustrated Swimsuit Issue zu sehen war.

### Privatleben
Sie hatte eine Beziehung mit dem niederländischen Fußballspieler Gregory van der Wiel. Als sie sich kennenlernten, war sie 17. Zuvor waren sie in Paris zusammen; nach seinem Wechsel zum türkischen Verein Fenerbahçe im Jahr 2016 zogen sie nach Istanbul. Im Jahr 2018 bekamen Bertram und Van der Wiel eine Tochter, die in Toronto geboren wurde. Ihre Beziehung endete 2022.
Außerdem soll sie eine Beziehung mit dem französischen Fußballer Kylian Mbappé und dem amerikanischen Schauspieler Leonardo DiCaprio gehabt haben.

## Filmografie
- 2016: Love Advent (Fernsehserie, 1 Folge)
- 2024: Scotoe

### Als sie selber
- 2016: Sports Illustrated Swimsuit 2016 Revealed (Fernsehspecial)

### Archivaufnahmen
- 2019: Fyre